# リンダ・マッカートニー
リンダ・ルイーズ・マッカートニー（Linda Louise McCartney, 1941年9月24日 - 1998年4月17日）はアメリカ合衆国の写真家・ミュージシャン・料理研究家。ポール・マッカートニーの初妻。
1960年代中盤から後半にかけ、リンダ・ルイーズ・イーストマンとしてローリング・ストーンズをはじめとする様々なロック・ミュージシャン専門のカメラマンとして活動。ビートルズのポール・マッカートニーと1969年に結婚しリンダ・マッカートニーになる。1971年から約10年に渡り、ポールのバンド「ウイングス」でコーラスとキーボード担当のオリジナル・メンバーのひとりとして活動し、ウイングス解散後もポールのコンサートに参加するなど、公私にわたって夫を支え続けた。夫妻揃ってヴェジタリアンであることが知られ、菜食主義者向けの料理研究家としても数冊の著書を残している。父親のリー・イーストマン(1910〜91)は義理の息子であるポール・マッカートニーの弁護士を1970年以降務めていた。

## 生涯

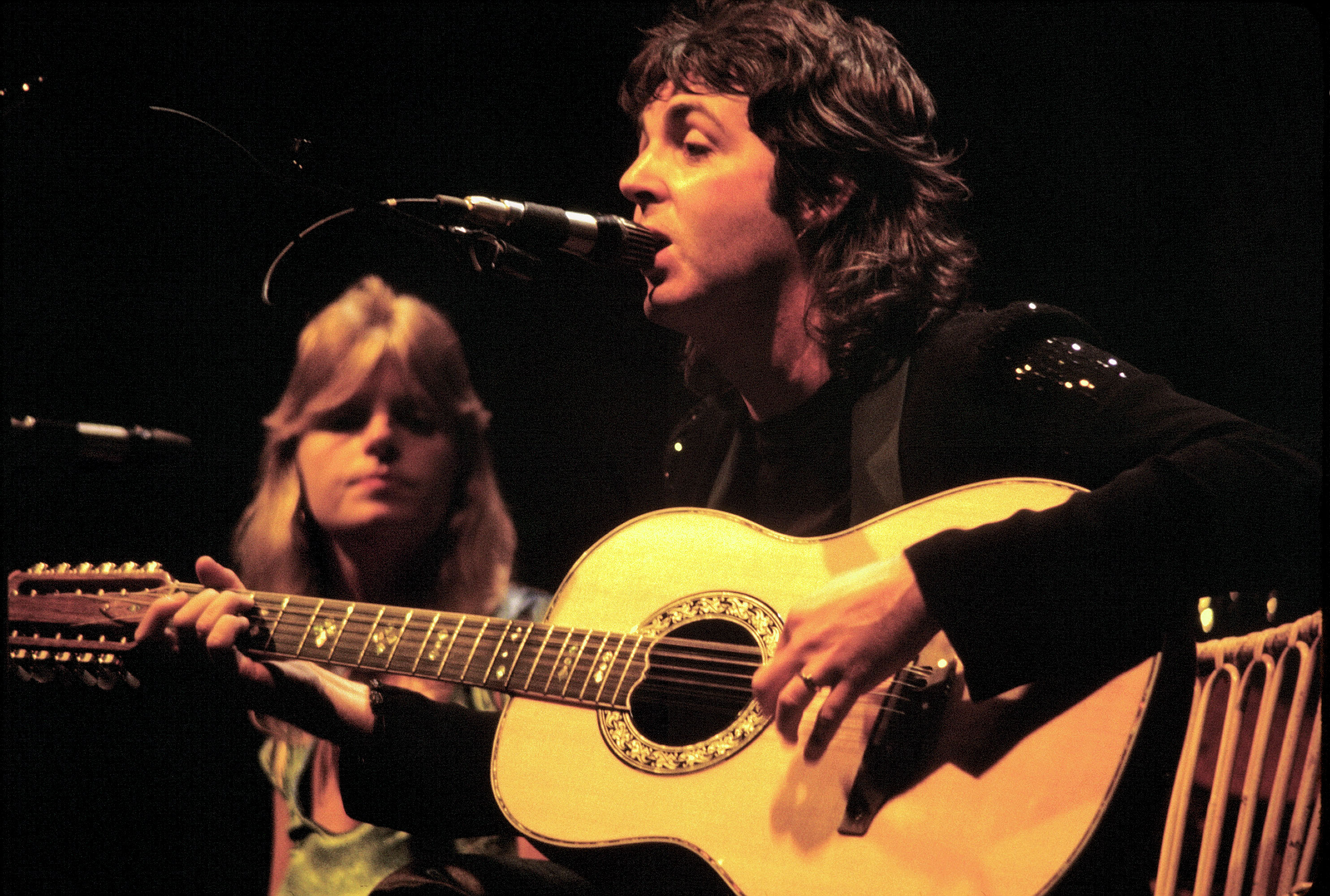
リンダ・マッカートニーとポール・マッカートニー（1976年）

1941年9月24日、ニューヨーク州スカースデイルでリー・イーストマン（ユダヤ系ロシア人移民のレオポルド・ヴェイル・エプステインの子）とルイーズ・サラ・リンドナーの娘として生まれる。ニューヨーク郊外のウエストチェスターにある高級住宅街スカースデイルで裕福な幼少時代を過ごした。
ロックンロールやR&Bに陶酔する活発な少女だったようで、両親に内緒でバディ・ホリーのライブを観に行ったことも。1962年に大学在学中に知り合った地質学者のジョセフ・メルビル・シー・ジュニア(1938〜2000)と結婚し、長女のヘザーをもうけたが、保守的な夫と外向的な性格だったリンダの性格不一致から、わずか1年足らずで離婚する。同年には母ルイーズがアメリカン航空1便墜落事故で死亡している。
短い結婚生活を終えると、彼女は幼いヘザーを連れて故郷ニューヨークに戻り、撮影の技法を勉強して本格的に写真家としての活動を開始する。そして、撮影したローリング・ストーンズの写真が音楽雑誌に掲載されたことをきっかけに一躍有名になる。その後、ジミ・ヘンドリックス、ドアーズ、ジャニス・ジョプリン、サイモン&ガーファンクルなど、当時のミュージック・シーンを代表するミュージシャンたちを撮影。ヘンドリックスやポール・サイモン、ミック・ジャガーなどとは普段でも親しかったといわれている。
1967年5月15日、ロンドンの「バック・オネイルズ」というクラブでビートルズのポール・マッカートニーと知り合う。当時ポールはジェーン・アッシャー（ピーター&ゴードンのピーター・アッシャーの妹）と婚約していたが、翌年になって破局。その後、すぐにポールとリンダは交際するようになる（その後、ポールはビートルズのレコーディング・セッションにもリンダを同伴させることが多くなる。リンダが撮影したレコーディング中のビートルズの写真も多数残されている）。そして1969年3月12日に正式に結婚。ポールとの結婚について、イギリスのファンは否定的な反応を示しており、1週間後にジョン・レノンと結婚したオノ・ヨーコとともにファンの間ではビートルズ解散の原因とされていた。
ポールとの結婚後は、彼のファースト・アルバム『マッカートニー』のジャケットなど、夫やごく親しい人物に関連する撮影以外、写真家としては実質的に引退、1971年からはポールが新たに結成したバンド「ウイングス」のオリジナル・メンバーとして参加。1970年代を代表する人気バンドとなったウイングスの中ではコーラスとキーボードを担当し、アルバムのみならずステージ上でも演奏したが、もともと音楽的な教養や経験がなく、素質に欠けていた彼女の演奏力は評論家やファンに強く批判された。しかしながら、リンダのコーラスはウイングスやポールの作品では重要な要素を形成しているといえる。「クック・オブ・ザ・ハウス」ではメインヴォーカルも披露している。
ポールとの間には1男2女をもうけ、長女のメアリーは写真家、次女のステラは世界的な人気ファッションデザイナー、長男のジェイムズはミュージシャンとして活動している。
ポールが成田空港にて大麻不法所持容疑で1980年1月16日に逮捕されたのをきっかけにウイングスは活動休止状態になり翌81年に事実上解散。しかし、それ以降もポールは自らのソロ・アルバムに度々リンダをコーラスで参加させ、1990年代に行った2度のコンサート・ツアーでもウイングス時代同様に彼女をキーボーディストの一人として起用している。また、時々プライベートでレコーディングもしていた。一部の企画盤を除く全てのポールのオリジナル・アルバムに彼女の名前は記されている。1992年と1996年には、結婚前の写真家としての活動を総括する内容の2冊の写真集『シックスティーズ』『ロードワークス』を発売。1990年代にはベジタリアンのための料理研究家としても活躍の場を広げ、テレビのレギュラー番組を持ったり2冊のレシピ集も発表したほかに、冷凍食品の開発・監修もしている。
1995年に乳癌であることが発覚。同年秋に行われた手術は成功し、一旦は快方に向かっていると思われていたが、1997年に再発。やがて各部位に転移し、手の施しようのないほど病状が悪化してからはアリゾナ州にある別荘で家族と共に余生を過ごしたといわれている。アリゾナ州のツーソンにて1998年4月17日に死去。遺体は火葬にされ、遺灰の半分はポールが所有するスコットランドの農場に、そして残りはツーソンの別荘に撒かれた。
死後には、ポールと録音した曲を集めたアルバム『ワイド・プレイリー』が発売され、1998年6月8日、リンダを追悼するメモリアル・サービスがロンドンのセント・マーティン教会で行われた。翌1999年にはポール・マッカートニーによるリンダへの追悼の意を込めた2枚のクラシック作品が発表された。

## ディスコグラフィ

### アルバム
| 発売年                      | タイトル                          | 原題         | 最高位   | 最高位 |
| 発売年                      | タイトル                          | 原題         | UK !! US |        |
| --------------------------- | --------------------------------- | ------------ | -------- | ------ |
| 1971                        | ラム （ポールとの共同クレジット） | Ram          | 1        | 2      |
| 1998                        | ワイド・プレイリー                | Wide Prairie | —        | —      |
| 「—」はチャート圏外を表す。 |                                   |              |          |        |

### シングル
| 発売年                      | タイトル                                                        | 最高位   | 最高位 | 初収録アルバム     |
| 発売年                      | タイトル                                                        | UK !! US |        | 初収録アルバム     |
| --------------------------- | --------------------------------------------------------------- | -------- | ------ | ------------------ |
| 1971                        | アンクル・アルバート〜ハルセイ提督 （ポールとの共同クレジット） | —        | 1      | ラム               |
| 1971                        | バック・シート （ポールとの共同クレジット）                     | 39       | —      | ラム               |
| 1998                        | ワイド・プレイリー                                              | 74       | —      | ワイド・プレイリー |
| 1999                        | ザ・ライト・カムズ・フロム・ウィズイン                          | 56       | —      | ワイド・プレイリー |
| 「—」はチャート圏外を表す。 |                                                                 |          |        |                    |

### 参加作品
※共同名義の作品を除く。
- ポール・マッカートニー『マッカートニー』（1970年）
- デニー・レイン『ホリー・デイズ（英語版）』（1977年）
- デニー・レイン『ジャパニーズ・ティアーズ（英語版）』（1980年）
- ポール・マッカートニー『マッカートニーII』（1980年）
- ポール・マッカートニー『タッグ・オブ・ウォー』（1982年）
- ポール・マッカートニー『パイプス・オブ・ピース』（1983年）
- ポール・マッカートニー『ヤァ!ブロード・ストリート』（1984年）
- ポール・マッカートニー『プレス・トゥ・プレイ』（1986年）
- ポール・マッカートニー『フラワーズ・イン・ザ・ダート』（1989年）
- ポール・マッカートニー『オフ・ザ・グラウンド』（1993年）
- ポール・マッカートニー『フレイミング・パイ』（1997年）

## 著書
- 『リンダ・マッカートニー／地球と私のベジタリアン料理』（文化出版局、1991年）
- 『Sixties(洋書)』（Bulfinch Press、1992年）
- 『Roadworks(洋書)』（Bulfinch Press、1996年）
- 『Linda McCartney On Tour(洋書)』（Bulfinch Press、1999年）

※括弧内は出版社名と発表年